# We Will Take You with Us
We Will Take You With Us je prvi DVD nizozemske simfonijske metal grupe Epica, izašao nakon njihovog prvog albuma The Phantom Agony. Sadrži materijale s The Phantom Agony i dvije akustične izvedbe pjesama Feint i Run for a Fall. 

## Popis pjesama
1. "Façade of Reality"
2. "Sensorium"
3. "Illusive Consensus"
4. "Cry for the Moon"
5. "The Phantom Agony"
6. "Seif al Din"
7. "Feint" (akustična verzija)
8. "Run for a Fall" (akustična verzija)
9. "Memory"
10. "Falsches Spiel" *

* Nije na svim verzijama